# Julian Łagowski

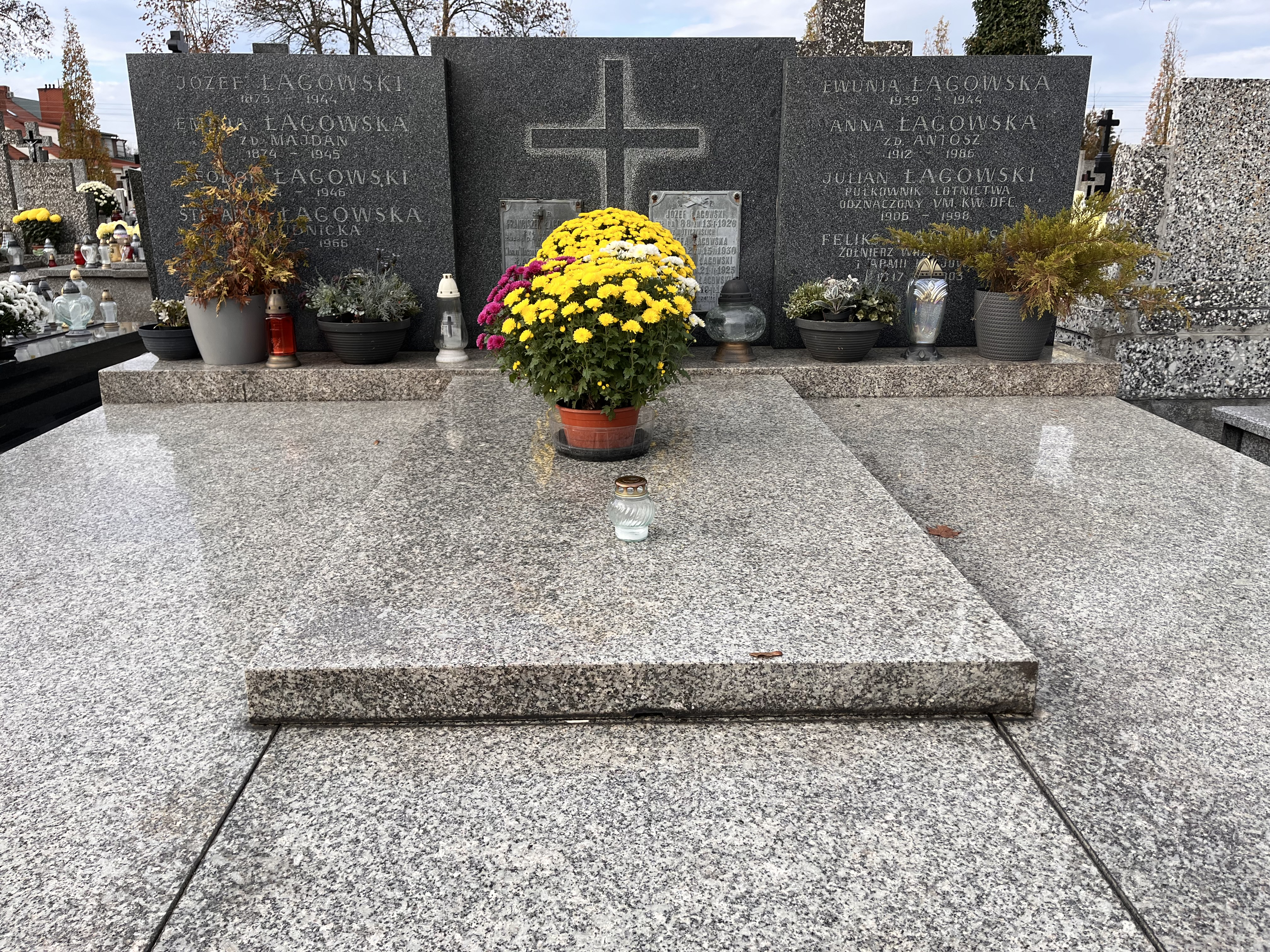
Grób Juliana Łagowskiego na Cmentarzu Starym w Radzyminie

Julian Łagowski (ur. 9 października 1906 w Łowiczu, zm. 12 lutego 1998 w Warszawie) – kapitan lotnictwa II Rzeczypospolitej Polskiej, pilot Polskich Sił Powietrznych w Wielkiej Brytanii, pułkownik Sił Zbrojnych Polskiej Rzeczypospolitej Ludowej, kawaler Krzyża Srebrnego Orderu Wojennego Virtuti Militari.

## Życiorys
Od dzieciństwa mieszkał w Kijowie, gdzie rozpoczął naukę gimnazjalną. Po powrocie do kraju w 1919 był uczniem Państwowego Gimnazjum im. Władysława IV w Warszawie (1919–1926). W okresie gimnazjalnym był współzałożycielem Klubu Sportowego „Mazur” w Radzyminie i kapitanem jego drużyny piłkarskiej. Po maturze (1926) ukończył kurs unitarny w Szkole Podchorążych Piechoty (1926–1927) oraz kurs obserwatorów Szkoły Podchorążych Lotnictwa (1927–1929).
15 sierpnia 1929 został promowany na podporucznika lotnictwa z przydziałem do 6 pułku lotniczego. W jednostce tej pełnił funkcję młodszego oficera i oficera taktycznego eskadry liniowej, awansując 1 stycznia 1932 na porucznika lotnictwa, później dowodził plutonem towarzyszącym. W październiku 1936 został przeniesiony do Centrum Wyszkolenia Lotnictwa nr 1 w Dęblinie w charakterze wykładowcy. Na stopień kapitana został mianowany ze starszeństwem z 19 marca 1937 i 32. lokatą w korpusie oficerów lotnictwa, grupa liniowa. W 1938 został pełniącym obowiązki kierownika wyszkolenia Szkoły Podchorążych Lotnictwa (Grupa Liniowa) w Dęblinie.
Po wybuchu II wojny światowej we wrześniu 1939 pozostawał na dotychczasowym stanowisku. 4 września 1939 sformował z personelu i sprzętu Centrum pluton lotniczy dla Warszawskiej Brygady Pancerno-Motorowej i objął jego dowództwo. 18 września 1939 na samolocie RWD-8 przeleciał na Węgry, skąd już 26 września wyruszył do Francji. Po przybyciu otrzymał przydział do Stałej Bazy Lotniczej w Le Bourget, a potem do Stałej Bazy Lotniczej w Lyonie i tam pozostał do końca kampanii francuskiej 1940.
Po ewakuacji do Anglii otrzymał 31 października 1940 przydział do 309 dywizjonu rozpoznawczego jako nawigator i dowódca eskadry. Na tym stanowisku 1 listopada 1942 awansował na majora lotnictwa. Po ukończeniu kursu nawigatorów lotnictwa bombowego (1 maja–31 lipca 1943) został w sierpniu 1943 przeniesiony do 305 dywizjonu bombowego, w którym również dowodził eskadrą i był nawigatorem.
Zestrzelony 11 lipca 1944 koło Vierzon podczas lotu bojowego na samolocie De Havilland Mosquito FB Mk VI o znakach SM-S nad Francją. Pilot, kpt. Edward Suszyński zginął, on natomiast uniknął niewoli i dzięki pomocy francuskiego ruchu oporu ukrywał się do 11 września 1944, po czym wrócił do Anglii i został czasowo przydzielony do Bazy Polskich Sił Powietrznych w Wielkiej Brytanii. 2 grudnia 1944 powrócił do 305 dywizjonu i aż do 23 sierpnia 1946 pełnił obowiązki dowódcy eskadry. 22 lutego 1945 brał udział w największej w historii lotnictwa operacji bojowej „Operation Clarion" (operacja „Trąbka").
Repatriowany do Polski 8 września 1946, został powołany do służby czynnej w ludowym Wojsku Polskim. Skierowany do szkolnictwa lotniczego, służył w Wyższej Szkole Lotnictwa w Dęblinie, awansując do stopnia pułkownika w korpusie osobowym lotnictwa. W okresie stalinizmu, w 1952 został zwolniony do rezerwy. Do służby czynnej powrócił w 1956 i służył w Wojskach Lotniczych i Obrony Przeciwlotniczej Obszaru Kraju, a od 1962 w Wojskach Obrony Powietrznej Kraju. Zawodową służbę wojskową zakończył w 1967 pożegnany przez dowódcę tych wojsk, gen. Romana Paszkowskiego. Po zakończeniu służby czynnej mieszkał w Radzyminie i Warszawie. Jest pochowany na Cmentarzu Starym w Radzyminie.

## Ordery i odznaczenia
- Krzyż Srebrny Orderu Wojennego Virtuti Militari nr 11104[9]
- Krzyż Walecznych (dwukrotnie)
- Medal Lotniczy (dwukrotnie)
- Distinguished Flying Cross – Wielka Brytania